# 加藤博史
加藤 博史（かとう ひろし、1949年 - ）は、日本の社会福祉学者。龍谷大学短期大学部教授。

## 略歴
1972年同志社大学文学部社会福祉学科卒、1974年同大学院文学研究科修士課程修了。1999年「福祉的人間観の社会誌 優生思想と非行・精神病を通して」で博士（社会福祉学）。1972-86年精神科病院にソーシャルワーカー（精神保健福祉士）として勤務。1986年京都文教短期大学講師、1994年助教授を経て、1998年龍谷大学短期大学部教授となる。龍谷大学人権問題研究委員会委員長、日本社会福祉学会機関誌編集委員、社会福祉法人京都光彩の会理事長、京都精神保健福祉施設協議会会長、京都市障害者施策推進審議会会長などを務める。

## 著書
- 『成長のための人間関係 深層・家族・相談・連帯』晃洋書房 1991
- 『ソーシャルワークの思想と実際 PSWの総合的展開』晃洋書房 1994
- 『福祉的人間観の社会誌 優生思想と非行・精神病を通して』晃洋書房 1996
- 『福祉哲学 人権・生活世界・非暴力の統合思想』晃洋書房 2008
- 『共生原論 死の質,罪の赦し,可傷性からの問い』晃洋書房 2011
- 『社会福祉の定義と価値の展開 万人の主権と多様性を活かし、格差最小の共生社会へ』[龍谷叢書] ミネルヴァ書房 2013

### 共編著
- 『社会学 現代と人間』千石好郎編著, 加藤博史 [ほか]共著 建帛社 1989
- 『新しい社会福祉 地域福祉を考える』杉本敏夫共編著 中央法規出版 1996
- 『高齢者福祉総論』北村由美,杉本敏夫, 川崎昭博,斉藤千鶴, 山田裕子共著 晃洋書房 2003
- 『現代社会保障・福祉小事典』佐藤進, 小倉襄二監修, 山路克文共編 法律文化社 2007
- 『福祉とは何だろう』編著 ミネルヴァ書房 2011
- 『司法福祉を学ぶ 総合的支援による人間回復への途』水藤昌彦共編著 ミネルヴァ書房 2013
- 『地域福祉のオルタナティブ 〈いのちの尊厳〉と〈草の根民主主義〉からの再構築』井岡勉,賀戸一郎監修, 岡野英一,竹之下典祥,竹川俊夫共編 法律文化社 2016
- 『ソーシャルワークの理論と実践 その循環的発展を目指して』岡本民夫監修, 平塚良子, 小山隆共編集 中央法規出版 2016
- 『地域福祉のエンパワメント 協働がつむぐ共生と暮らしの思想』小澤亘共編著 晃洋書房 2017